# Штучне серце
Штучне серце — технологічний пристрій, призначений для підтримки достатніх для життєдіяльності параметрів гемодинаміки.

## Загальна характеристика пристрою

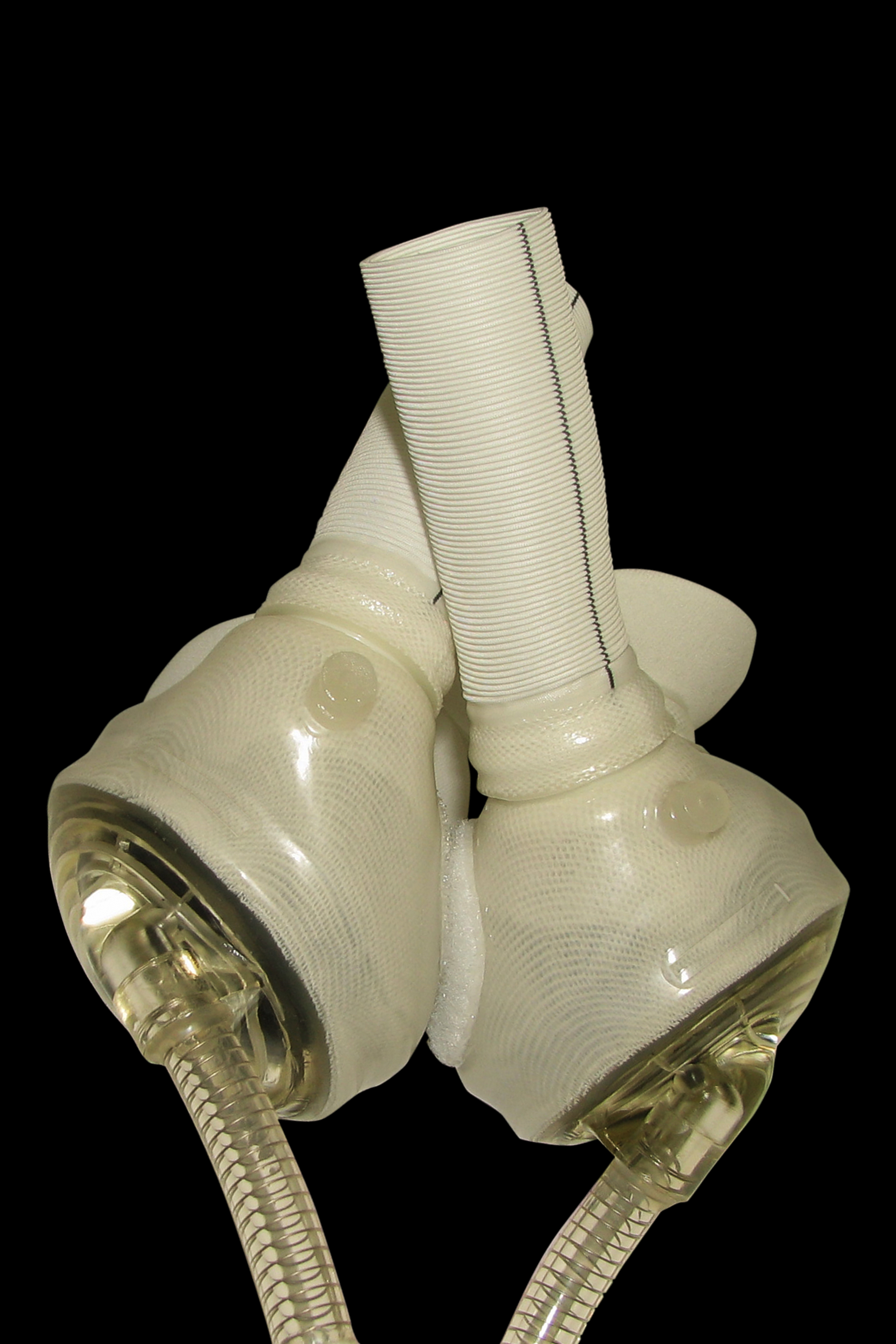
Артеріальний насос «CardioWest»

В наш час під штучним серцем розуміється дві групи технічних пристроїв:
- до першої відносяться гемооксигенатори (апарати штучного кровообігу). Вони складаються з артеріального насоса, що перекачує кров, і блоку оксигенатора, який насичує кров киснем. Дане обладнання активно використовується в кардіохірургії, при проведенні операцій на серці
- до другої відносяться кардіопротези, тобто технічні пристрої, що імплантуються в організм людини та покликані замінити серцевий м'яз і підвищити якість життя хворого. Слід зазначити, що в даний час такі пристрої є експериментальними і ще проходять клінічні випробування.

## Історія розробки
Найперші напрацювання в галузі розробки штучного серця були зроблені радянським ученим Володимиром Деміховим, який ще в 1937 році показав принципову можливість підтримки кровообігу в організмі собаки за допомогою пластикового насоса, що приводився в рух електродвигуном. Дві з половиною години, які прожила собака з цим механічним пристроєм, імплантованим на місце власного видаленого серця, стали відліком нової ери в медицині.
Свої розробки почали і американські вчені, але лише два десятиліття по тому. В. Кольф та Т. Акутсу розробили штучне серце з поліхлорвінілу, що складалось з двох мішечків, включених в єдиний корпус. Воно мало чотири тристулкових клапани з того ж матеріалу і працювало від пневмопривода, розташованого зовні. Ці дослідження поклали початок для цілої серії конструктивних рішень штучного серця із зовнішнім приводом.
Серцевий апарат Dodrill-GMR, який вважається першим операційним механічним серцем, успішно використовувався під час виконання операцій на серці. Протягом 1970-х років проводилися постійні дослідження на телятах у медичному центрі Герші, Центрі досліджень тварин, у Герші, штат Пенсільванія.
Апарат серце-легеня був вперше використаний в 1953 році під час успішної операції на відкритому серці. Джон Хейшем Гібон, винахідник апарату, виконав операцію і сам розробив замінник серця та легенів. Слідом за цими досягненнями науковий інтерес до розробки рішення для серцевих захворювань розвинувся у численних дослідницьких групах по всьому світу.
У 1949 році лікарями Вільямом Севеллом та Вільямом Гленном з Єльської медичної школи було побудовано попередник сучасного насоса для штучного серця, який використовував набір еректорів. Зовнішній насос успішно обійшов серце собаки більше, ніж годину.
Пол Вінчелл винайшов штучне серце за сприяння Генрі Геймліха (винахідник методу Геймліха) і отримав перший патент на такий пристрій. Університет штату Юта розробив подібний апарат приблизно в той же час, але коли вони спробували його запатентувати, то серце Вінчелла було названо більш технічою розробкою. Університет попросив Вінчелла пожертвувати серце їм, що він і зробив.
12 грудня 1957 року — Віллем Кольф, найбільший у світі винахідник штучних органів, імплантував штучне серце собаці в клініці Клівленда. Собака прожила 90 хвилин.
У 1964 році — Національний інститут охорони здоров’я розпочав програму «Штучне серце», мета якої — до кінця десятиліття створити штучне серце у людини. Метою програми було створення імплантованого штучного серця, включаючи джерело живлення для заміни серця, що вийшло з ладу.
У лютому 1966 року — Адріан Кантровіц здобув міжнародну популярність, коли здійснив першу у світі постійну імплантацію часткового механічного серця (допоміжного пристрою для лівого шлуночка) у Медичному центрі Маймонідеса. 

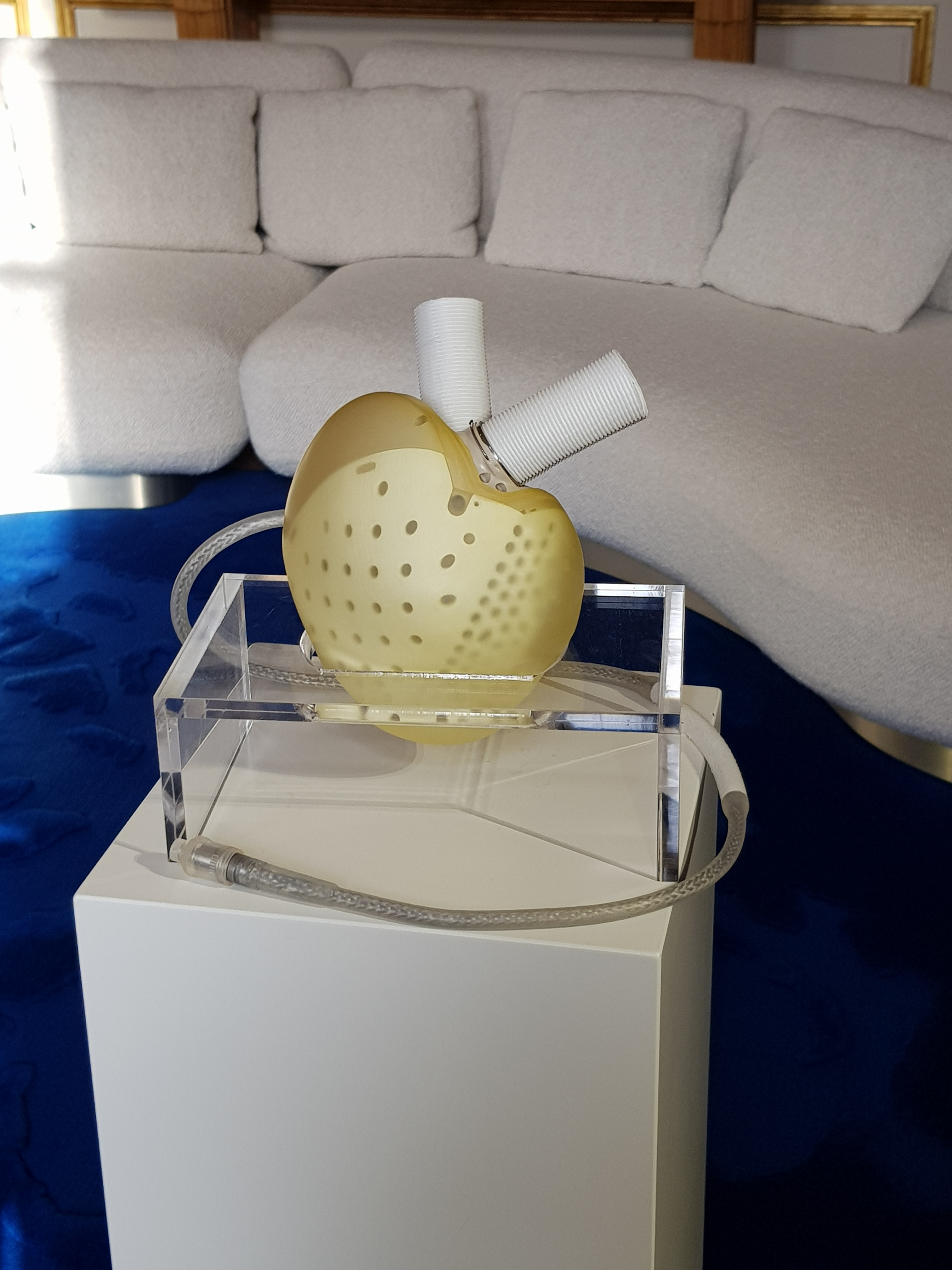
Штучне серце компанії «Carmat» (виставка Grande Exposition du Fabriqué en France, 2020)

Ідея імплантації штучного серця для підтримки життя реципієнта на період пошуку відповідного донора була реалізована в 1969 році, коли американський хірург Д. Кулі здійснив імплантацію штучного серця хворому, якого після резекції великої аневризми лівого шлуночка не вдавалося відключити від апарату штучного кровообігу. Через 64 години роботи штучне серце було замінено на аллотрансплантат, проте ще через 32 годин хворий загинув від пневмонії. Це був перший випадок двоетапної операції трансплантації серця, яка сьогодні широко поширена.
27 жовтня 2008 року — французький професор та провідний фахівець з трансплантації серця Ален Ф. Карпентьє оголосив, що повністю імплантоване штучне серце буде готове до клінічних випробувань до 2011 року, а до альтернативної трансплантації — до 2013 року. Виготовленням буде займатись біомедична фірма Carmat, та фірма венчурного капіталу Truffle Capital. Прототип містив вбудовані електронні датчики і був виготовлений з хімічно оброблених тканин тварин, званих біоматеріалами, або псевдошкірою з біосинтетичних мікропористих матеріалів. 
Згідно з прес-релізом компанії Carmat від 20 грудня 2013 року, перша імплантація її штучного серця 75-річному пацієнту була проведена 18 грудня 2013 року командою Європейської лікарні Жоржа Помпіду в Парижі. Пацієнт помер через 75 днів після операції. 
У конструкції серця дві камери розділені мембраною, яка утримує гідравлічну рідину з одного боку. Моторизований насос переміщує гідравлічну рідину всередину та з камер, і ця рідина змушує мембрану рухатися; кров тече через іншу сторону кожної мембрани. Кривава сторона мембрани зроблена з тканини, отриманої з мішка, що оточує серце корови, щоб зробити пристрій більш біосумісним. Серце Carmat також використовує клапани з тканини серця корів і має датчики для виявлення підвищеного тиску всередині пристрою. Ця інформація надсилається до системи внутрішнього контролю, яка може регулювати швидкість потоку у відповідь на підвищений попит, наприклад, коли пацієнт виконує фізичні вправи. Це відрізняє його від попередніх конструкцій, які підтримували постійну швидкість потоку. 
На відміну від попередніх конструкцій, пристрій Carmat призначений для використання у випадках серцевої недостатності, замість того, щоб використовуватись як мостоподібний пристрій, поки пацієнт чекає на трансплантацію. При вазі 900 грам воно важить майже в три рази більше типового серця і орієнтоване в першу чергу на чоловіків з ожирінням. Також пацієнту потрібно мати з собою додаткову літій-іонну батарею. Прогнозована тривалість життя штучного серця становить близько 5 років (230 млн. ударів).  
У 2016 році Національне агентство з безпеки та медицини в Європі заборонило випробування повністю штучного серця після підтвердження коротких показників виживання. Заборона була скасована в травні 2017 року. Тоді в європейському звіті було зазначено, що клітинна терапія Celyad's C-Cure для ішемічної серцевої недостатності «може допомогти лише субпопуляції учасників дослідження III фази, і Carmat буде сподіватися, що її штучне серце зможе лікувати більшу частку пацієнтів із серцевою недостатністю».  
Штучне серце Carmat було схвалено для продажу в Європейському Союзі, отримавши маркування CE 22 грудня 2020 року. Ціна його акцій зросла більш, ніж на третину після оголошення цієї новини.  